# Крижна гора (община Айдовшчина)
Вижте пояснителната страница за други значения на Крижна гора.
Крижна гора (на словенски: Križna gora) е село в Словения, регион Горишка, община Айдовшчина. Според Националната статистическа служба на Република Словения през 2015 г. селото има 10 жители.